# Пурдошанське сільське поселення
Пурдоша́нське сільське поселення (рос. Пурдошанское сельское поселение) — муніципальне утворення у складі Темниковського району Мордовії, Росія. Адміністративний центр — село Пурдошки.

## Історія
Станом на 2002 рік існували Булаєвська сільська рада (село Булаєво, присілок Айсіно), Жегаловська сільська рада (село Жегалово, присілки Павловка, Пієвка, селище Красний), Полянська сільська рада (село Полянки, присілки Андрієвка, Приютово), Пурдошанська сільська рада (село Пурдошки, присілок Поповка, селище Бочино), Староковиляйська сільська рада (села Буртаси, Рощино, Старий Ковиляй, присілки Армієвка, Нижні Борки) та Урейська сільська рада (села Стара Ямська Слобода, Урей 3-й, присілок Чекаєвка).
28 січня 2004 року ліквідована Полянська сільська рада (село Полянки, присілки Андрієвка, Приютово) була включена до складу Жегаловської сільської ради.
15 червня 2015 року ліквідоване Булаєвське сільське поселення (село Булаєво, присілок Айсіно) було включено до складу Урейського сільського поселення.
24 квітня 2019 року ліквідоване Жегаловське сільське поселення (села Жегалово, Полянки, присілки Андрієвка, Павловка, Пієвка, Приютово, селище Красний) було включено до складу Пурдошанського сільського поселення.
19 травня 2020 року ліквідовані Староковиляйське сільське поселення (села Буртаси, Рощино, Старий Ковиляй, присілки Армієвка, Нижні Борки) та Урейське сільське поселення (села Булаєво, Стара Ямська Слобода, Урей 3-й, присілки Айсіно, Чекаєвка) були включені до складу Пурдошанського сільського поселення.

## Населення
Населення — 1609 осіб (2019, 2326 у 2010, 3050 у 2002).

## Склад
До складу поселення входять такі населені пункти:
| Населений пункт            | Населення, осіб (2002) | Населення, осіб (2010) |
| -------------------------- | ---------------------- | ---------------------- |
| Айсіно, присілок           | 7                      | 0                      |
| Андрієвка, присілок        | 20                     | 8                      |
| Армієвка, присілок         | 45                     | 26                     |
| Бочино, селище             | 54                     | 2                      |
| Булаєво, село              | 191                    | 166                    |
| Буртаси, село              | 19                     | 13                     |
| Жегалово, село             | 485                    | 349                    |
| Красний, селище            | 14                     | 7                      |
| Нижні Борки, присілок      | 161                    | 138                    |
| Павловка, присілок         | 22                     | 12                     |
| Пієвка, присілок           | 26                     | 18                     |
| Полянки, село              | 71                     | 39                     |
| Поповка, присілок          | 10                     | 4                      |
| Приютово, присілок         | 13                     | 10                     |
| Пурдошки, село             | 1096                   | 850                    |
| Рощино, село               | 30                     | 22                     |
| Стара Ямська Слобода, село | 35                     | 6                      |
| Старий Ковиляй, село       | 236                    | 210                    |
| Урей 3-й, село             | 501                    | 416                    |
| Чекаєвка, присілок         | 14                     | 9                      |